# Greg Cohen
Pour les articles homonymes, voir Cohen.
Greg Cohen, né le 13 juillet 1953 à Los Angeles, est un contrebassiste américain de jazz.

## Biographie
Il est surtout connu pour sa participation au quartet Masada de John Zorn, avec Dave Douglas et Joey Baron. Il est très actif en tant que sideman, entre autres chez Dave Douglas, Bill Frisell, Lee Konitz, Dino Saluzzi, Norah Jones, entre autres.
Outre ses activités dans le jazz contemporain, il est aussi accompagnateur de musiciens de variété et de rock comme Tom Waits, David Byrne, les Rolling Stones, Lou Reed, Laurie Anderson et Elvis Costello. Il s'intéresse aussi au jazz Nouvelle-Orléans, à travers sa participation au groupe de Woody Allen.